# Miss Mundo 1977

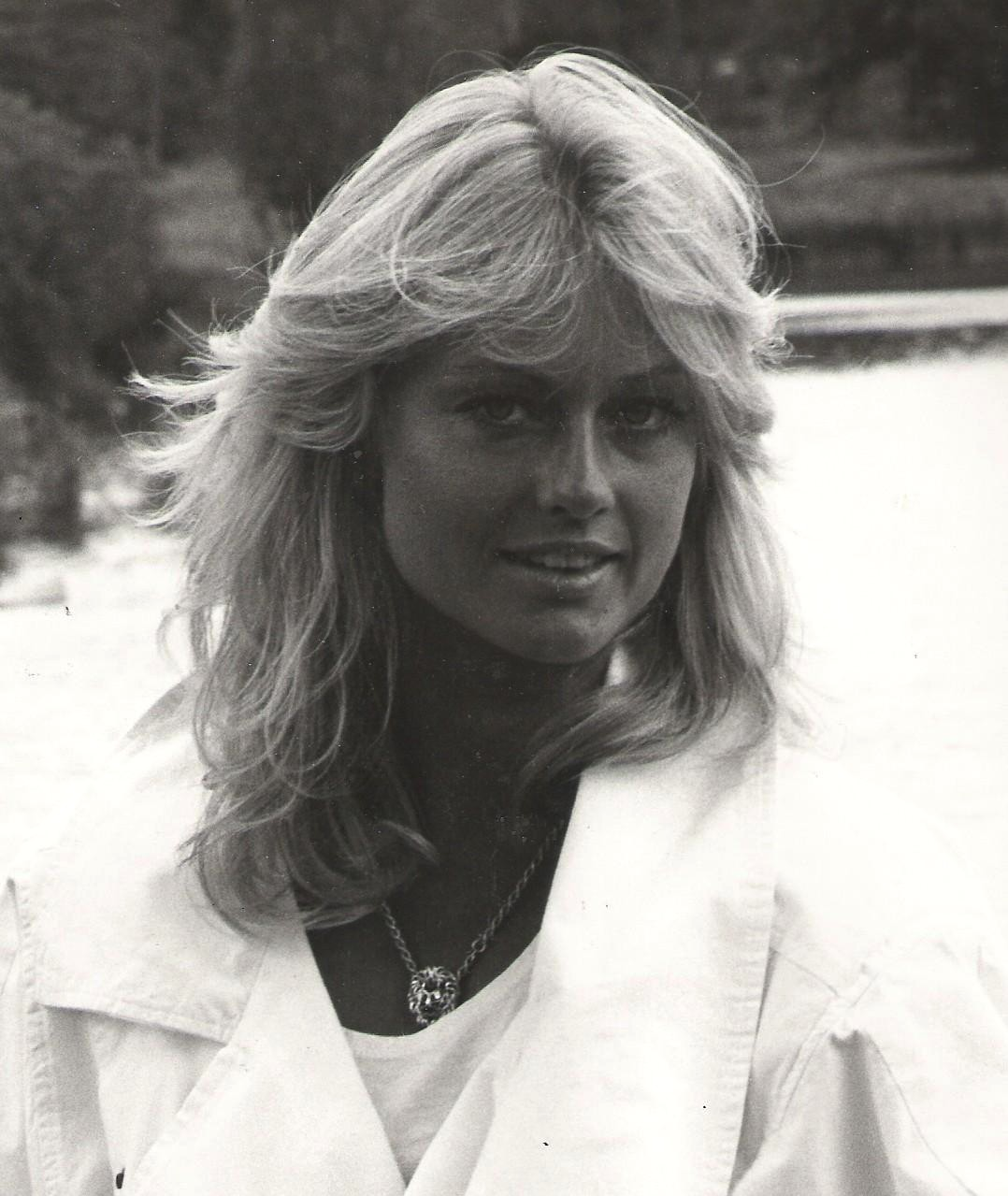
Representante da Suécia vencedora, Mary Stavin

O 27º Concurso Miss Universo acointeceu no Royal Albert Hall, Londres, Reino Unido. A vencedora foi a representante da Suécia, Mary Stavin.